# Uceda
Uceda es un municipio español perteneciente a la provincia de Guadalajara, en la comunidad autónoma de Castilla-La Mancha. El término municipal, que cuenta con una población de 3303 habitantes (INE 2024), está compuesto por tres núcleos urbanos: el casco viejo de Uceda y las urbanizaciones  de Caraquiz y Peñarrubia.

## Símbolos
El escudo heráldico que representa al municipio fue aprobado oficialmente el 13 de septiembre de 1991 con el siguiente blasón:

Escudo tradicional de azul, un castillo de oro sumado de una enseña farpada de plata, acompañado en jefe de dos estrellas y en punta de un creciente, todos de plata. El escudo va timbrado con la corona real española.
Diario Oficial de Castilla-La Mancha nº 72 de 20 de septiembre de 1991

## Geografía

Extensión del mapa municipal dentro de la provincia de Guadalajara.

Ubicación
La localidad capital del municipio está situada a una altitud de 778 m sobre el nivel del mar. El término municipal tiene una superficie de 47,25 km².
| Noroeste: Patones                                      | Norte: Patones     | Noreste: Valdepeñas de la Sierra y Casa de Uceda |
| Oeste: Torremocha de Jarama                            |                    | Este: El Cubillo de Uceda                        |
| Suroeste: Torrelaguna, El Vellón y Talamanca de Jarama | Sur: Valdepiélagos | Sureste: El Casar                                |

## Historia
Fue tomada por Fernando I de León circa 1060, aunque su reconquista definitiva tuvo lugar en 1085 siendo efectuada esta por el hijo del anterior, Alfonso VI. Uceda estuvo un breve periodo en poder de Fernando García de Hita —que la había recibido de doña Urraca en 1119— antes de volver de nuevo a condición de realengo. El 22 de julio de 1222 Fernando III de Castilla le otorgó fuero breve en Peñafiel y, posteriormente, en abril de 1252, el concejo de Uceda fue transferido en un trueque a cambio de Baza por Fernando III a su hijo Sancho, arzobispo electo de Toledo, y pasó a partir de entonces a convertirse en una posesión del arzobispado de Toledo.
A finales del siglo XVI, fue adquirida por Diego de Messía Ovando, recibiendo el título de conde de Uceda en 1581. Su hijo Juan Velázquez Dávila (1501-1572) debió vendérsela a Cristóbal Gómez de Sandoval, futuro I duque de Uceda, perdiendo el título condal, a cambio del cual recibió el de marqués de Loriana.
A mediados del siglo XIX, el lugar tenía una población de 401 habitantes. La localidad aparece descrita en el decimoquinto volumen del Diccionario geográfico-estadístico-histórico de España y sus posesiones de Ultramar de Pascual Madoz de la siguiente manera:

UCEDA: v. con ayunt. en la prov. de Guadalajara (6 leg.), part. jud. de Tamajon (4 1/2), aud. terr. de Madrid (9) , c. g. de Castilla la Nueva, dióc. de Toledo (21). sit. en llano en la parte denominada Campiña alta, su clima es templado, y las enfermedades mas comunes, pleuresias, flusiones al pecho, reumas y bastantes fiebres intermitentes: tiene 160 casas; la consistorial; una denominada la Cartuja, hermoso edificio que perteneció a! Paular de Segovia; escuela de instruccion primaria, dotada con 1,100 rs.; una igl. parr. de primer ascenso (Sta. Maria de la Varga), servida por un cura y 2 beneficiados; dentro de la v. se encuentra una ermita (San Lázaro), y á las inmediaciones las de la Soledad y San Roque: confina el térm. con los de el Cubillo, Val de Pielagos y Casa de Uceda; dentro de él se encuentran muchas fuentes de aguas potables, y los desp. y cas. de Inestrosa, Fuente el Fresno, Galapaguillos, Val de Hinojuela, Caraquin, Medianero y Vallunquera de arriba: el terreno bañado por los r. Jarama y Lozoya, es quebrado en su mayor parte, y de regular calidad; comprende seis montes de encina y roble , bastantes destrozados: caminos, los que dirigen á los pueblos circunvecinos, de herradura, en mal estado: correo: se recibe y despacha en Torrelaguna. prod.: toda clase de cereales, aceite, vino, legumbres, hortalizas, leñas de combustible y carboneo, y buenos pastos, con los que se mantiene ganado lanar, cabrio y vacuno; abunda la caza de liebres, conejos, perdices y chochas, y la pesca de bardos, truchas y alguna anguila. ind.: la agricola, recriacion de ganados, un molino harinero y el carboneo, cuando se permiten cortas. comercio: esportacion del sobrante de frutos, ganado y lana, é importacion de los art. que faltan. pobl. 155 vec., 401 alm. cap. prod.: 3.113,750 rs. imp. 249,100. contr.: 21,285.
(Madoz, 1849, p. 199)

## Demografía
Uceda cuenta con una población de 3303 habitantes (INE 2024).
| Gráfica de evolución demográfica de Uceda entre 1842 y 2021                                                         |
| |
| Población de derecho según los censos de población del INE Población de hecho según los censos de población del INE |

## Patrimonio histórico-artístico

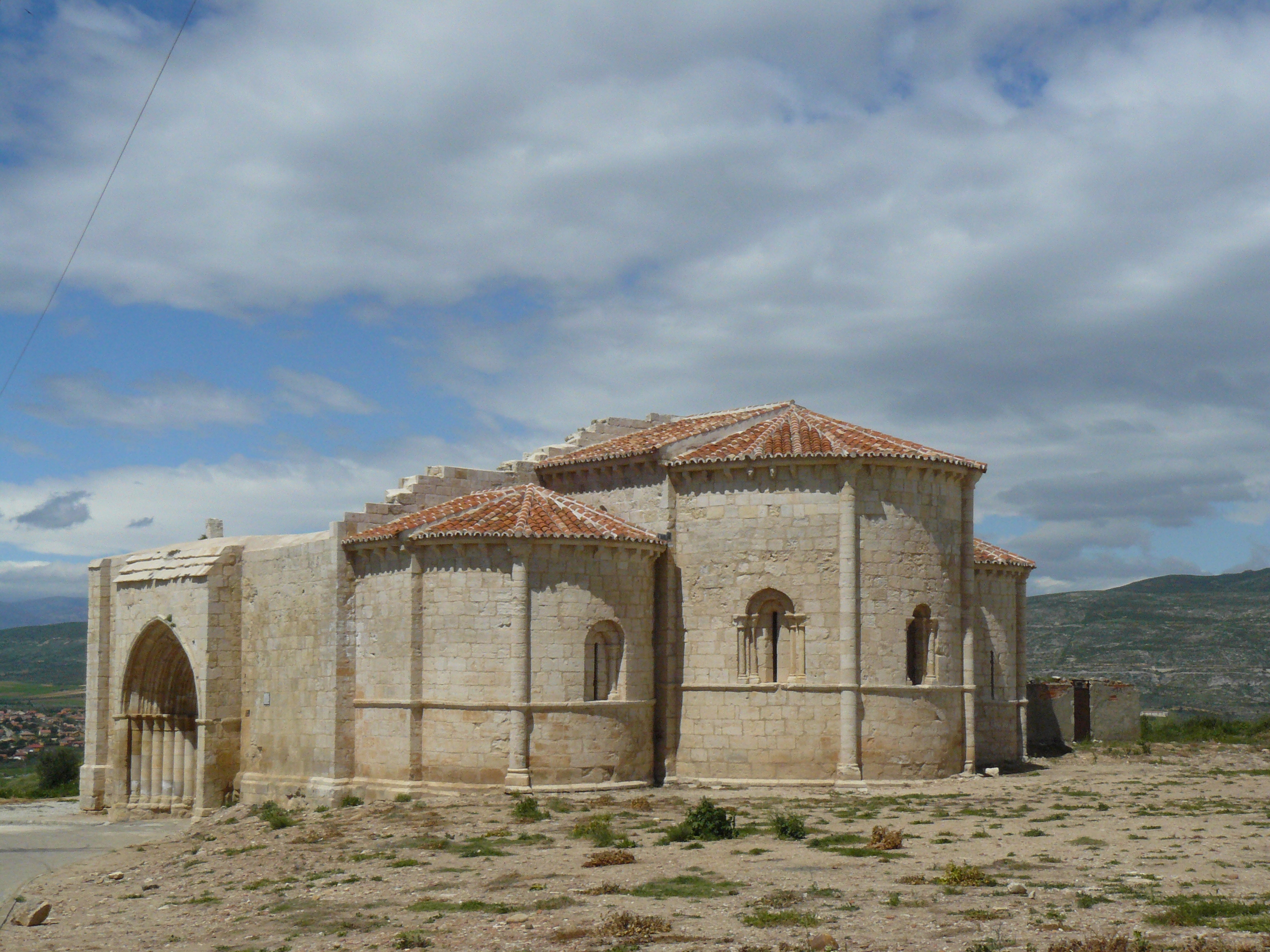
Ruinas de la iglesia románica de Santa María de la Varga

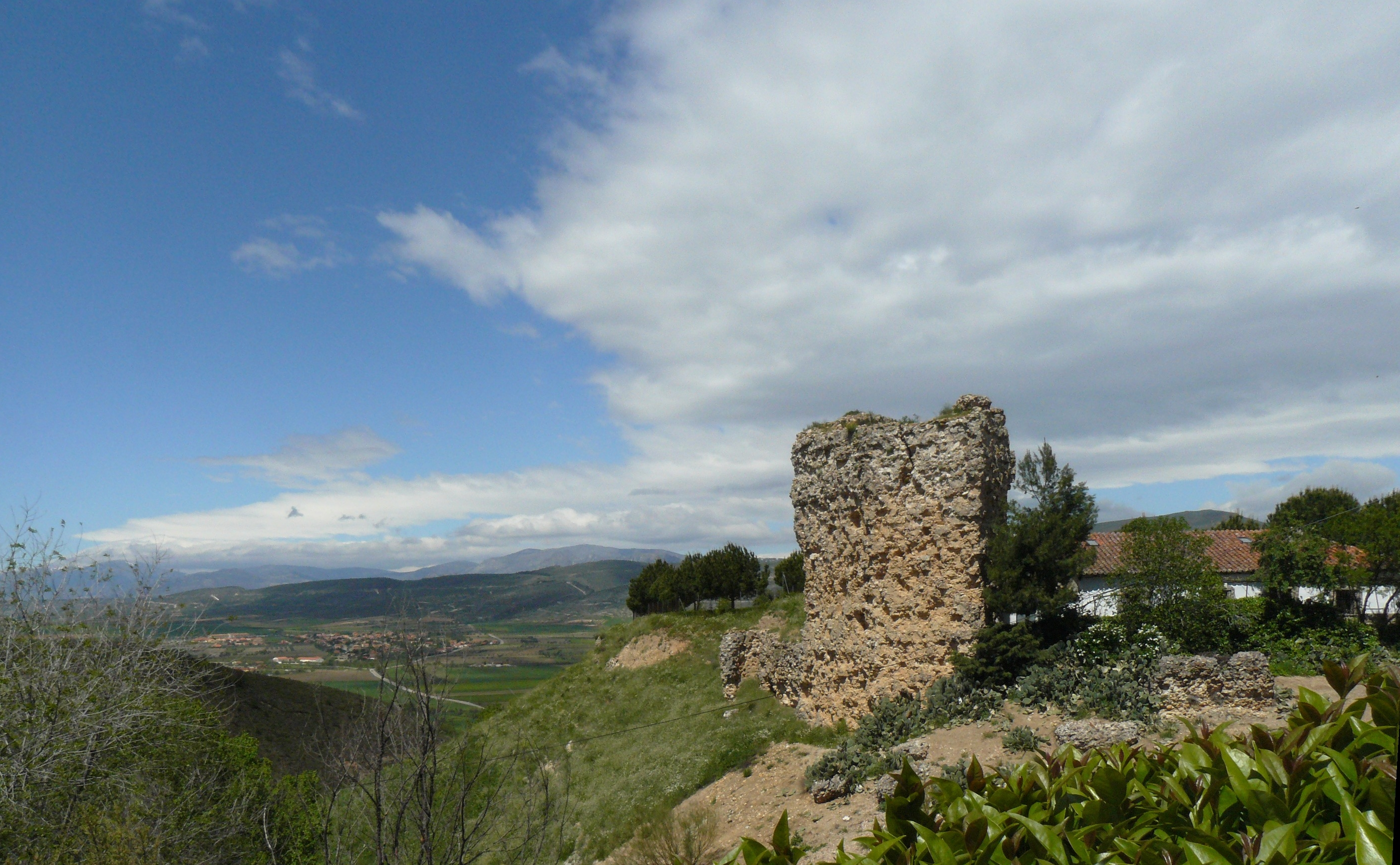
Restos de la muralla urbana que se conservan

- Iglesia románica de Santa María de la Varga. Erigida hacia el siglo XIII, se encuentra en el actual cementerio. Fue declarada bien de interés cultural el 8 de octubre de 1991.[13]
- Iglesia parroquial de Nuestra Señora de la Varga. Construida entre los siglos XVI y XVII.[14]
- Muralla urbana. La localidad conserva los restos de una muralla urbana erigida de manera posterior a la reconquista de 1085.[15]